# Cancer (singel My Chemical Romance)
Cancer – utwór amerykańskiego zespołu rockowego My Chemical Romance. Jest to ósmy utwór na płycie The Black Parade wydanej 23 października 2006 roku.

## O utworze
Utwór jest balladą rockową zagraną na pianinie. Skomponowany jest w tonacji E-dur w tempie 72 uderzeń na minutę. Rozpiętość wokali w piosence występuje od B4 do E5.

## Wersja Twenty One Pilots
14 sierpnia 2016 roku amerykański zespół rap rockowy Twenty One Pilots wydał cover utworu My Chemical Romance. Kompozycja utrzymana jest w koncepcji electropopu z elementami downtempo z tempem 72 uderzeń na minutę w tonacji D-dur.